# Wang Hao (atleet)
Wang Hao (Inner Mongolia, 16 augustus 1989) is een Chinese snelwandelaar.
Op de Olympische Spelen van 2008 in Peking werd hij bij het 20 km snelwandelen vierde. Met een tijd van 1:19.47 eindigde hij slechts vijf seconden achter de Australische bronzenmedaillewinnaar Jared Tallent, die in 1:19.42 over de finish kwam. Op de Wereldkampioenschappen atletiek 2009 in Berlijn behaalde hij een zilveren medaille op het onderdeel 20 km snelwandelen. Met een tijd van 1:19.06 eindigde hij achter de Rus Valeri Bortsjin (goud; 1:18.41) en voor de Mexicaan Eder Sánchez (brons; 1:19.22).

## Persoonlijke records
Baan
| Onderdeel             | Prestatie  | Datum           | Plaats |
| --------------------- | ---------- | --------------- | ------ |
| 10.000 m snelwandelen | 41.42,08   | 22 april 2007   | Peking |
| 20.000 m snelwandelen | 1:21.20,69 | 2 november 2007 | Wuhan  |

Weg
| Onderdeel          | Prestatie | Datum             | Plaats |
| ------------------ | --------- | ----------------- | ------ |
| 10 km snelwandelen | 38.00     | 18 september 2010 | Peking |
| 20 km snelwandelen | 1:18.13   | 22 oktober 2009   | Jinan  |
| 50 km snelwandelen | 3:41.55   | 26 oktober 2009   | Jinan  |

## Prestaties

### 20 km snelwandelen
- 2008:  IAAF Race Walk Challenge
- 2008: 4e OS - 1:19.47
- 2009:  WK - 1:19.06
- 2010:  Wereldbeker - 1:22.35